# Rémi Quirion
Pour les articles homonymes, voir Quirion.
Rémi Quirion, né le 9 janvier 1955 à Lac-Drolet, est un chercheur québécois en neurosciences. En juillet 2011, il est nommé scientifique en chef du Québec par le gouvernement du Québec devenant ainsi le premier à assumer la fonction, qu'il quitte en 2025.

## Biographie
En 1980, Rémi Quirion obtient un doctorat en pharmacologie de l’Université de Sherbrooke puis, de 1980 à 1983, il effectue un stage postdoctoral au National Institute of Mental Health, aux États-Unis. 
De 1983 à 1991, il agit à titre de chercheur principal au Centre de recherche de l’Institut Douglas et de professeur au département de psychiatrie de l’Université McGill, puis il est nommé directeur scientifique du Centre de recherche de l’Institut Douglas en 1996.
En 2000, il est nommé directeur scientifique de l’Institut des neurosciences, de la santé mentale et des toxicomanies des Instituts de recherche en santé du Canada (IRSC), puis en 2009, il occupe le poste de directeur exécutif de la Stratégie internationale de recherche concertée sur la maladie d'Alzheimer dans la même organisation. 
Avant d’être nommé scientifique en chef du Québec en 2011, il occupait différents postes, dont celui de « professeur au département de psychiatrie de l’Université McGill, vice-doyen des Sciences de la vie et initiatives stratégiques de la Faculté de médecine et conseiller principal en recherche en sciences de la santé ».

## Scientifique en chef du Québec
Le 4 juillet 2011, Rémi Quirion est nommé scientifique en chef du Québec . 
À cet effet, il a le mandat de conseiller le ministre en titre sur le développement de la recherche et de la science au Québec, d’assurer la coordination des enjeux communs et le développement des recherches intersectorielles, de promouvoir la recherche québécoise au niveau international, la culture scientifique et les carrières de chercheur. 
Plus récemment, les missions économiques à l'étranger auxquels il prend part, notamment avec le gouvernement du Québec, l'amène à mettre de l'avant le concept de « diplomatie scientifique », une approche adoptée par certains pays qui favorise le développement de liens entre nations en préconisant la science et la création de liens entre chercheurs,.
Il préside aussi les conseils d’administration et dirige les trois Fonds de recherche du Québec (Santé, Société et culture, Nature et technologies) qui ont été regroupés sous cette appellation depuis le 1er juillet 2011. Les Fonds visent à promouvoir et à aider financièrement la recherche, la diffusion des connaissances et la formation des chercheurs. Le scientifique en chef Rémi Quirion assure leur bon fonctionnement, en collaboration avec les directeurs scientifiques de chaque fonds.
Le 15 juin 2016, son mandat a été renouvelé pour une période de cinq ans.
Dans l’exercice de ses fonctions, il relève du ministre de l'Économie et de l'Innovation, soit présentement Pierre Fitzgibbon.
En plus de ces différentes responsabilités, le scientifique en chef s’est donné comme mandat plus large de favoriser les liens entre la recherche, la science et le citoyen. En plus d'encourager la communauté de la recherche à dialoguer via les médias et les réseaux sociaux de leur expertise et de leur métier de chercheur, il publie quotidiennement sur les réseaux sociaux des publications vulgarisés, en lien avec l’actualité scientifique et ses activités. Rédigés par les journalistes de l'Agence Science-Presse et publiés sur le site du scientifique en chef du Québec, les capsules du Détecteur de rumeurs suscitent beaucoup d’intérêt et contribuent à combattre la désinformation.
La pandémie de Covid-19 a propulsé le scientifique en chef du Québec sur la scène publique et a considérablement augmenté son rôle conseil au sein du gouvernement du Québec.
En décembre 2020, il déclare être impressionné par la vitesse à laquelle ont été développés des vaccins pour lutter contre la pandémie de Covid-19. Cette recherche a permis, selon Rémi Quirion, l'innovation dans les domaines de la technologie et les télécommunications. Il juge que la crise suscitée par la pandémie a permis une meilleure coordination des chercheurs partout sur la planète. 

« Si l’on pense à la Deuxième Guerre mondiale, il y a eu énormément de nouvelles technologies qui ont été développées pour la défense et l’armée, mais qui ont servi au public, comme les ordinateurs. »

— Rémi Quirion
Après avoir exercé cette fonction pendant 14 ans, il la quitte le 2 mai 2025.

## Contribution scientifique
Les travaux de Rémi Quirion ont aidé à mieux comprendre le rôle du système cholinergique dans la maladie d’Alzheimer, du neuropeptide Y dans la dépression et la mémoire, et du peptide relié au gène de la calcitonine dans la douleur et la tolérance aux opiacés. Il est l’auteur de près de 750 publications dans des revues scientifiques reconnues. Parmi celles-ci, les plus significatives sont les suivantes :   
- Auld, D., Konercook, T., Bastinanetto, S., Quirion, R. 2002. Alzheimer’s disease and the basal forebrain cholinergic system: relations to beta-amyloid peptides, cognition and treatment strategies. Prog. Neurobiol., 68, 209-245[15].
- Kask, A., Harro, J., Von Horsten, S., Redrobe, P., Dumont, Y., Quirion, R. 2002. The neurocircuitry and receptor sub-types mediating anxiolytic-like effects of neuropeptide Y. Neurosci. Biobehav. Rev. 26, 259 – 283[16].
- van Rossum, D., Hanisch, U., Quirion, R. 1997. Neuroanatomical localization, pharmacological characterization and functions of CGRP, related peptides and their receptors. Neurosci. Biobehav. Rev. 21, 649-678[17].

Rémi Quirion a aussi publié à titre de scientifique en chef du Québec :
- Quirion, R., Carty, A., Dufour, P., Jabr, R. 2016. Reflections on science advisory systems in Canada. Palgrave Communications, Article number: 16048 (2016)[18].

## Honneurs
- 1989 : Prix du jeune chercheur du Club de recherches cliniques du Québec
- 1991 - Prix Heinz-Lehmann du Collège canadien de neuropsychopharmacologie (CCNP)
- 1997 - Prix Acfas Léo-Pariseau
- 1998 - Prix Novartis, Société canadienne de pharmacologie
- 1998 - Prix CCNP pour innovation en recherche en neuropsychopharmacologie
- 2003 - Chevalier de l'Ordre national du Québec
- 2003 - Membre de la Société royale du Canada
- 2004 - Prix Wilder-Penfield
- 2004 - Médaille de l'Assemblée nationale[19]
- 2007 – Officier de l’Ordre du Canada
- 2010 – Doctorat honoris causa, Institut national de la recherche scientifique
- 2011 - Doctorat honoris causa, Université Concordia
- 2015 – Officier de l’Ordre des Palmes académiques
- 2019 – Intronisé au Temple de la renommée médicale canadienne
- 2025 – Membre émérite de l'Acfas